# Tanque
Tanque és un barri de la Zona Oest del municipi de Rio de Janeiro, al Brasil.
Limita amb els barris de Taquara, Pechincha, Freguesia de Jacarepaguá, Quintino Bocaiúva, Praça Seca, Vila Valqueire i Jardim Sulacap. En el barri, està localitzada l'escola de samba Renascer de Jacarepaguá, la principal representant de la regió de Jacarepaguá en el carnaval carioca. El Center Shopping Rio està localitzat en el barri, no obstant això aquest també és associat al barri del Pechincha.
El seu índex de desenvolupament humà (IDH), l'any 2000, era de 0,831, el 69 millor del municipi de Rio.

## Història
El Largo do Tanque va sorgir a finals del segle xix, quan hi havia gran circulació de bondes de tracció animal per la regió. Tanque formava part del trajecte entre a Porta d'Água, Freguesia de Jacarepaguá i Taquara. Per això, el 1875, va ser construït un gran embassament d'aigua per que cavalls i burros matessin la set. Des de llavors, va passar a ser anomenat Largo do Tanque. Té connexió directa amb Freguesia a través de la Carretera del Camatiá.
Forma part de la regió administrativa de Jacarepaguá, de la qual també formen part:
- Anil
- Curicica
- Freguesia de Jacarepaguá
- Gardênia Azul
- Jacarepaguá
- Pechincha
- Praça Seca
- Taquara
- Vila Valqueire

La denominació; delimitació i codificació del Barri va ser establerta pel Decret Nº 3158, de 23 de juliol de 1981 amb alteracions del Decret Nº 5280, de 23 d'agost de 1985.